# Adolfo Mexiac
Adolfo Mexiac (Cuto de la Esperanza (es), 1927 — Cuernavaca, 2019) est un graveur, peintre et muraliste et professeur mexicain.
Il a notamment fait partie du Taller de Gráfica Popular dans les années 1950, été membre du Salón de la Plástica Mexicana (es) et est devenu académicien de l'Academia de Artes (es) en 1997.
Son œuvre la plus connue est la linogravure Libertad de expresión (1954) représentant un homme indigène bâillonné d'une chaîne avec un cadenas estampillé « USA », qui est devenue l'un des icônes des manifestations étudiantes de 1968 et a régulièrement été reprise dans divers mouvements sociaux de par le monde.

## Biographie

### Jeunesse et formation
Adolfo Mejía Calderón naît à Cuto de la Esperanza (es), un village du Michoacán, au centre du Mexique, le 7 août 1927.
Il étudie la peinture à l'École des Beaux-Arts de Michoacán avant de s'installer à Mexico pour entrer à l'Escuela Nacional de Artes Plásticas (es) (école nationale des Arts plastiques). Il apprend ensuite le dessin auprès de José Chávez Morado à l'école nationale de Peinture, Sculpture et Gravure La Esmeralda (es) ainsi que la gravure à l'Escuela de las Artes del Libro (école nationale des arts du livre,,. Il y apprend plusieurs techniques, notamment la gravure sur bois, en utilisant une méthode « en puzzle » qui permet d'assembler diverses pièces de couleurs différentes,. Adolfo Mejía devient Adolfo Mexiac à l'âge de 17 ans.

### Carrière d'artiste et de professeur
Mexiac est pendant environ vingt ans professeur de gravure et de dessin à l'Escuela Nacional de Artes Plásticas (es), remplaçant son maître Leopoldo Méndez, et en devient le secrétaire général pendant quatre ans,. L'historienne de l'art Guillermina Guadarrama souligne l'importance de son enseignement, dont il tire la pédagogie et les connaissances de ses illustres professeurs, José Chávez Morado, Pablo O'Higgins, Alberto Beltrán, Francisco Díaz de León, Ignacio Aguirre. C'est en voyant des œuvres de son élève que Beltrán l'invite à rejoindre le Taller de Gráfica Popular,. Il y est actif de 1950 à 1960, où il apprécie le travail collaboratif et la grande influence de Méndez sur l'atelier et sur lui-même, estimant même que ce dernier le traite comme son propre fils,,. Dans l'Atelier, il produit principalement des lithographies et des dessins qu'il fait ensuite graver, ou encore des linogravures.
Il est par ailleurs membre du Salón de la Plástica Mexicana (es) et travaille sur des supports visuels pour les communautés de la région des hauts plateaux de l'État de Chiapas au sein de l'Instituto Nacional Indigenista de 1953 à 1960, sur l'invitation d'Alberto Beltrán,,.
En 1959, il participe à un festival de la jeunesse à Vienne (Autriche) — ceci étant la première fois qu'il part en Europe —, où sa gravure Libertad de expresión (Liberté d'expression, 1954) est utilisé par un mouvement social local.
Dans les années 1960, il travaille avec les photographes Mariana Yampolsky et Manuel Álvarez Bravo ainsi qu'avec Leopoldo Méndez au Fondo Editorial de la Plástica (Fonds éditorial des Arts plastiques).
Il devient académicien de l'Academia de Artes (es) le 3 juillet 1997.
Adolfo Mexiac meurt à son domicile de Cuernavaca, où il a son atelier, le 13 octobre 2019,.

## Œuvre
Influencé par l'œuvre de José Guadalupe Posada, Leopoldo Méndez et José Chávez Morado, il croit en l'art, en particulier la gravure, avec un contexte social, déclarant que « si nous voulons faire de l'art révolutionnaire, nous devons avoir la gravure, ce noble moyen d'expression artistique qui a toujours rempli sa noble fonction de dénonciation, de lutte et d'encouragement d'une population largement exploitée ».

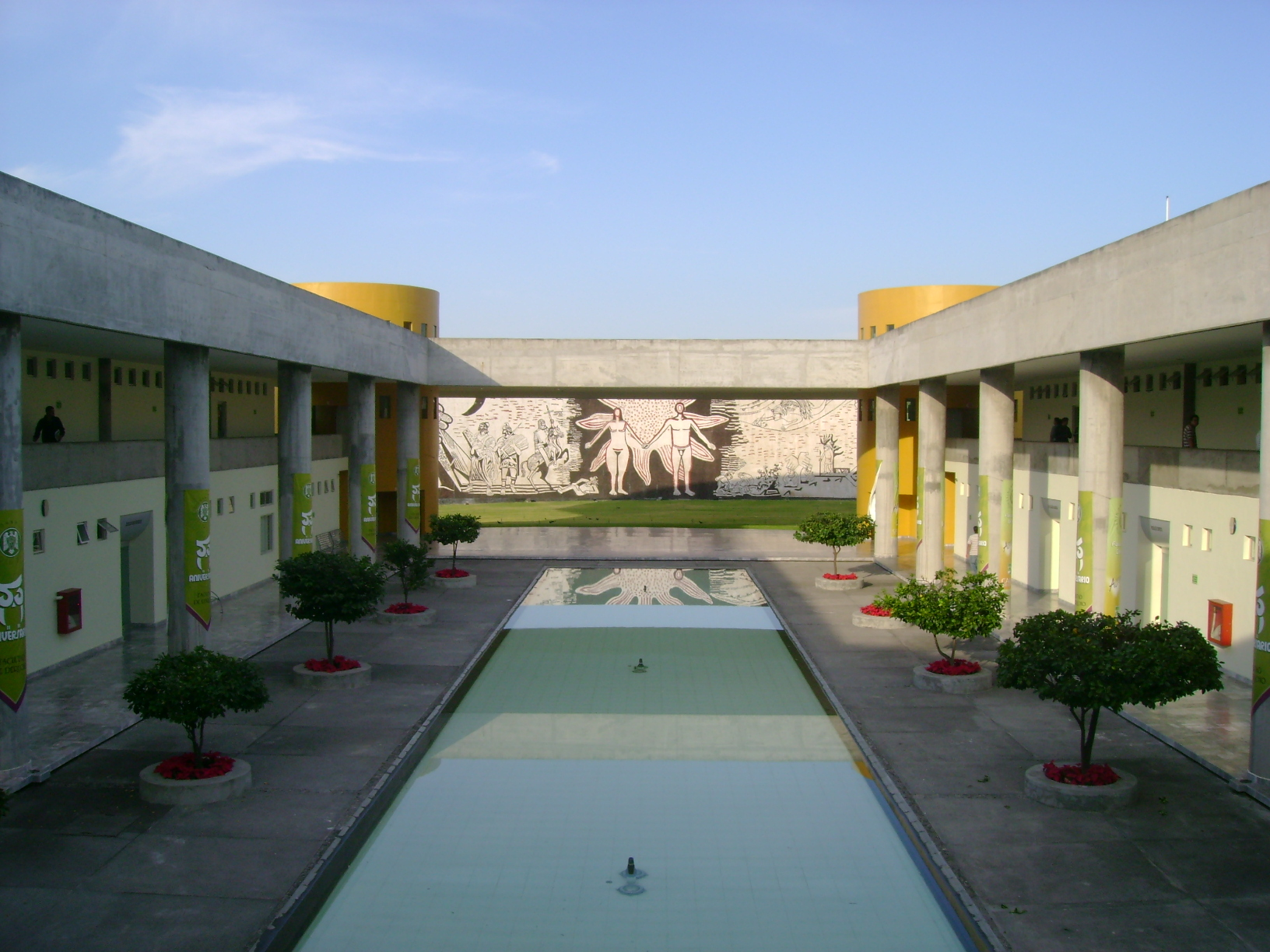
Peinture murale El hombre y la mujer en armonía con su universo, à la faculté de Droit de l'université de Colima.

Adolfo Mexiac a exposé ses estampes, dessins et tableaux et a réalisé d'importantes peintures murales aux niveaux national et international,. Il a notamment réalisé une gravure sur bois murale, Las Constituciones de México (Les constitutions du Mexique), située dans la Chambre des députés à Mexico ; cinq peintures murales à l'université de Colima, dont El hombre y la mujer en armonía con su universo (L'homme et la femme en harmonie avec l'univers, 2002), créée sous forme de mosaïque de pierre avec du marbre, du tezontle, d'autres roches volcaniques et du ciment. Le thème de l'œuvre est l'histoire du droit dans l'humanité ; La ayuda del hombre por el hombre (L'aide de l'homme par l'homme) à l'Instituto Nacional de los Pueblos Indígenas de Mexico ; Formación del Estado Mexicano au Centro de Estudio para la Reforma del Estado ; Los constitucionales de México (Les constitutionnels du Mexique) au Palacio Legislativo de Mexico (es), qui a été accidentellement détruite puis refaite par Mexiac en 1992 ; Las Montañas de Michoacán (Les montagnes de Michoacán) ; et enfin on connaît également deux peintures murales de lui en Argentine,.
Son estampe la plus célèbre est la linogravure Libertad de expresión, réalisée en 1954 au Taller de la Gráfica Popular, représentant un homme indigène bâillonné d'une chaîne avec un cadenas estampillé « USA ». Mexiac a expliqué que les artistes mexicains n'ont jamais réellement eu une totale liberté d'expression. Elle est devenue l'un des icônes des manifestations étudiantes de 1968, aussi bien au Mexique qu'à Paris — où l'œuvre atteint sa plus grande popularité —, mais aussi plusieurs années plus tard, étant régulièrement repris dans divers mouvements sociaux de par le monde.
Ses sujets de prédilection sont cependant la campagne et ses habitants, étant lui-même originaire de ce milieu. Selon Guillermina Guadarrama, il ne les dépeint pas comme des miséreux, des victimes, mais au contraire heureux ou luttant pour leurs droits.

## Expositions, rétrospectives et reconnaissance
Au cours de sa carrière, Adolfo Mexiac a présenté environ quatre-vingts expositions individuelles de ses œuvres, au Mexique et à l'étranger, dans des pays comme le Chili, la Belgique, le Japon et l'Italie,. En 2010, il a présenté une exposition intitulée « Una reflexión sobre el Bicentenario » en l'honneur du bicentenaire de l'Indépendance du Mexique (es) au Musée national de l'aquarelle Alfredo Guati Rojo (es). En 2016, l'Institut polytechnique national rend hommage à l'artiste lors d'une rétrospective qui présente environ 200 œuvres, en sa présence.
Adolfo Mexiac a reçu plusieurs prix et médailles de diverses institutions telles que le Congrès de l'Union au Mexique, plusieurs universités, la République tchécoslovaque, la Bulgarie, la Casa de las Américas à Cuba (en 1964), ainsi que plusieurs prix du Salon des arts plastiques du Mexique.
En 2010, Othón Salazar tourne un documentaire sur lui intitulé Libertad de expresión de Adolfo Mexiac et l'année suivante, un hommage national est rendu à l'artiste au Museo Nacional de la Estampa, avec une rétrospective qui a été montrée dans tout le pays et aux États-Unis,,.

## Conservation
L'Academia de Artes (es) de Mexico conserve de lui plusieurs gravures sur bois et linogravures, de même que le Museo Nacional de la Estampa.
Le British Museum de Londres conserve pour sa part une linogravure dans ses collections.